# Reinhard Pfalz
Reinhard Karl Julius Pfalz (* 16. Januar 1930 in Breslau; † 6. September 2014 in Ulm) war ein deutscher Arzt für Hals-Nasen-Ohren-Heilkunde und erster Direktor der HNO-Klinik des Universitätsklinikums Ulm.

## Leben
Reinhard Pfalz war Sohn eines Frauenarztes. Nach seinem Medizinstudium in Freiburg, Kiel, Innsbruck und Düsseldorf und der Promotion über ein pathologisches Thema an der Universität Freiburg 1957, wechselte er an das von Wolf-Dieter Keidel geleitete Physiologische Institut der Universität Erlangen. Es folgten zehn Jahre an der Universitäts-HNO-Klinik in Hamburg, wo er sich 1968 bei Rudolf Link im Fach Hals-Nasen-Ohren-Heilkunde über die efferente Hemmung in der Hörbahn habilitierte und dort zuletzt als Leitender Oberarzt und a.o. Professor für Hals-Nasen-Ohren-Heilkunde tätig war. 
1972 folgte Pfalz einem Ruf nach Ulm als erster Direktor der dortigen neugegründeten Universitäts-HNO-Klinik, deren Leitung er für 23 Jahre bis zu seiner Emeritierung 1995 innehatte. Außerdem forschte Pfalz ab 1990 am Institut für Lasertechnologien an der Universität Ulm und wirkte an der Entwicklung des ersten klinisch nutzbaren Erbium-YAG-Lasers für die Mikrochirurgie am menschlichen Mittelohr mit.